# Śīlabhadra
Śīlabhadra (chữ Phạn: शीलभद्र; chữ Hán: 戒賢, Giới Hiền; 529-645) là một cao tăng và triết gia Phật giáo. Ông được biết đến nhiều nhất với tư cách là Viện trưởng Tu viện Nālandā, là một đại sư về Yogācāra, và thầy dạy của Đại sư Huyền Trang.

## Tiểu sử

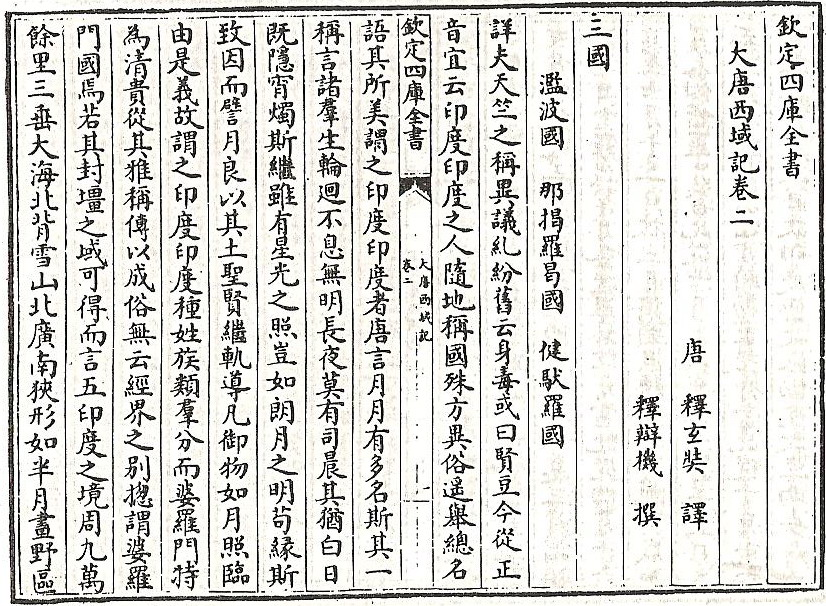
Một trang trong Đại Đường Tây Vực ký, một tài liệu được sử dụng rộng rãi để mô tả chính xác về Ấn Độ vào thế kỷ thứ 7.

### Thiếu thời
Theo các mô tả, Śīlabhadra sinh ra trong một gia đình Bà-la-môn ở Magadha. Thời thanh niên, Sư từ đi về phía tây đến Nālandā, thụ pháp từ đại sư Dharmapāla của Nālandā, và thụ giới xuất gia tại đây. Theo lời kể của Huyền Trang, Śīlabhadra dần trở nên nổi tiếng nhờ học thức của mình, vang danh ra cả ở nước ngoài. Năm 30 tuổi, sau khi đả bại một Bà-la-môn đến từ miền nam Ấn Độ trong một cuộc tranh luận tôn giáo, nhà vua đã quyết định trao Sư lợi tức của một tòa thành trì. Śīlabhadra miễn cưỡng nhận lấy, dùng nó để xây dựng và duy trì một tu viện ở đó. Tu viện này được đặt theo tên Sư: Śīlabhadra Vihāra.

### Giới Hiền và Huyền Trang
Năm 33 tuổi, nhà sư Huyền Trang đã thực hiện hành trình đến Ấn Độ để nghiên cứu Phật pháp và tìm kiếm các kinh điển Phật giáo để dịch sang tiếng Trung Quốc. Huyền Trang đã dành hơn 10 năm ở Ấn Độ để du hành và học tập với nhiều đại sư Phật giáo. Trong số đó có cả Śīlabhadra, bấy giờ là trụ trì Nālandā và đã 106 tuổi. Śīlabhadra được mô tả là đã rất già vào thời điểm này và được các nhà sư vô cùng kính trọng:
Huyền Trang ghi lại số lượng các giảng sư tại Nālandā khi đó là vào khoảng năm 1.510 người. Trong số này, khoảng 1.000 vị có thể giải thích 20 bộ kinh (sūtra) luận (Śāstra), 500 vị có thể giải thích 30 bộ và chỉ có 10 đại sư có thể giải thích 50 bộ. Huyền Trang là một trong số ít người có thể giải thích 50 bộ kinh luận trở lên. Vào thời điểm này, chỉ có trụ trì Śīlabhadra đã nghiên cứu tất cả các bộ kinh luận chính tại Nālandā.
Huyền Trang đã được Śīlabhadra giảng dạy các giáo lý Yogācāra trong vài năm tại Nālandā. Khi trở về từ Ấn Độ, Huyền Trang đã mang theo một xe ngựa chở đầy kinh văn Phật giáo, bao gồm các tác phẩm quan trọng của Duy thức tông như Du-già sư địa luận (Yogācārabhūmi-śastra). Tổng cộng, Huyền Trang đã mang được 657 bản kinh Phật từ Ấn Độ về Trung Quốc. Khi trở về Trung Quốc, ông được triều đình nhà Đường hỗ trợ và nhiều cao tăng phụ tá cho mục đích dịch các kinh văn này sang tiếng Trung Quốc.

## Giảng dạy
Theo dịch giả người Ấn Độ Divākara, Śīlabhadra đã chia giáo lý Phật giáo thành ba lần chuyển Pháp luân, theo sự phân chia được đưa ra trong Saṃdhinirmocana Sūtra:
1. Trong lần chuyển luân đầu tiên, Đức Phật dạy Tứ diệu đế tại Vārāṇasī cho những người trong hàng Thanh văn thừa.[11] Giáo lý về lần chuyển luân đầu tiên được minh họa trong Kinh Chuyển pháp luân (Pravartana Sūtra), tiêu biểu cho giai đoạn sớm nhất của giáo lý Phật giáo và thời kỳ sớm nhất trong lịch sử Phật giáo.
2. Trong lần chuyển luân thứ hai, Đức Phật dạy giáo lý Đại thừa cho chư vị Bồ tát (Bồ tát thừa).[11] Giáo lý về lần chuyển luân thứ hai được thiết lập trong giáo lý Bát-nhã-ba-la-mật-đa, được viết lần đầu tiên vào khoảng năm 100 TCN. Trong các trường phái triết học Ấn Độ, nó được minh họa bởi trường phái Trung quán tông của Long Thụ.
3. Trong lần chuyển luân thứ ba, Đức Phật dạy những giáo lý tương tự như lần chuyển luân thứ hai, nhưng cho tất cả mọi người trong ba thừa, bao gồm tất cả Thanh văn, Duyên giác và Bồ tát. Đây là những giáo lý hoàn toàn rõ ràng chi tiết, không cần phải giải thích và không gây nên tranh cãi như 2 lần chuyển luân trước.[11] Những giáo lý này được thành lập bởi Giải thâm mật kinh (Saṃdhinirmocana Sūtra) ngay từ thế kỷ thứ 1 hoặc thứ 2 sau Công nguyên.[12] Trong các trường phái triết học Ấn Độ, lần chuyển thứ ba được minh họa bởi trường phái Yogācāra của Asaṅga và Vasubandhu.

Śīlabhadra coi những giáo lý từ lần chuyển luân thứ ba (Yogācāra) là hình thức cao nhất của Phật giáo, bởi vì nó giải thích đầy đủ ba bản chất, nhưng đại sư Jñānaprabha của Mādhyamaka đã phản đối ý kiến này một cách đáng chú ý. Thay vào đó, Jñānaprabha coi các giáo lý Du già hành tông thấp hơn Trung quán luận, bởi vì chúng (được cho là) thừa nhận sự tồn tại thực sự của một tâm thức.
Śīlabhadra đã sáng tác văn bản Buddhabhūmivyākhyāna, hiện chỉ còn tồn tại phiên bản bằng tiếng Tây Tạng.